# たこわさび

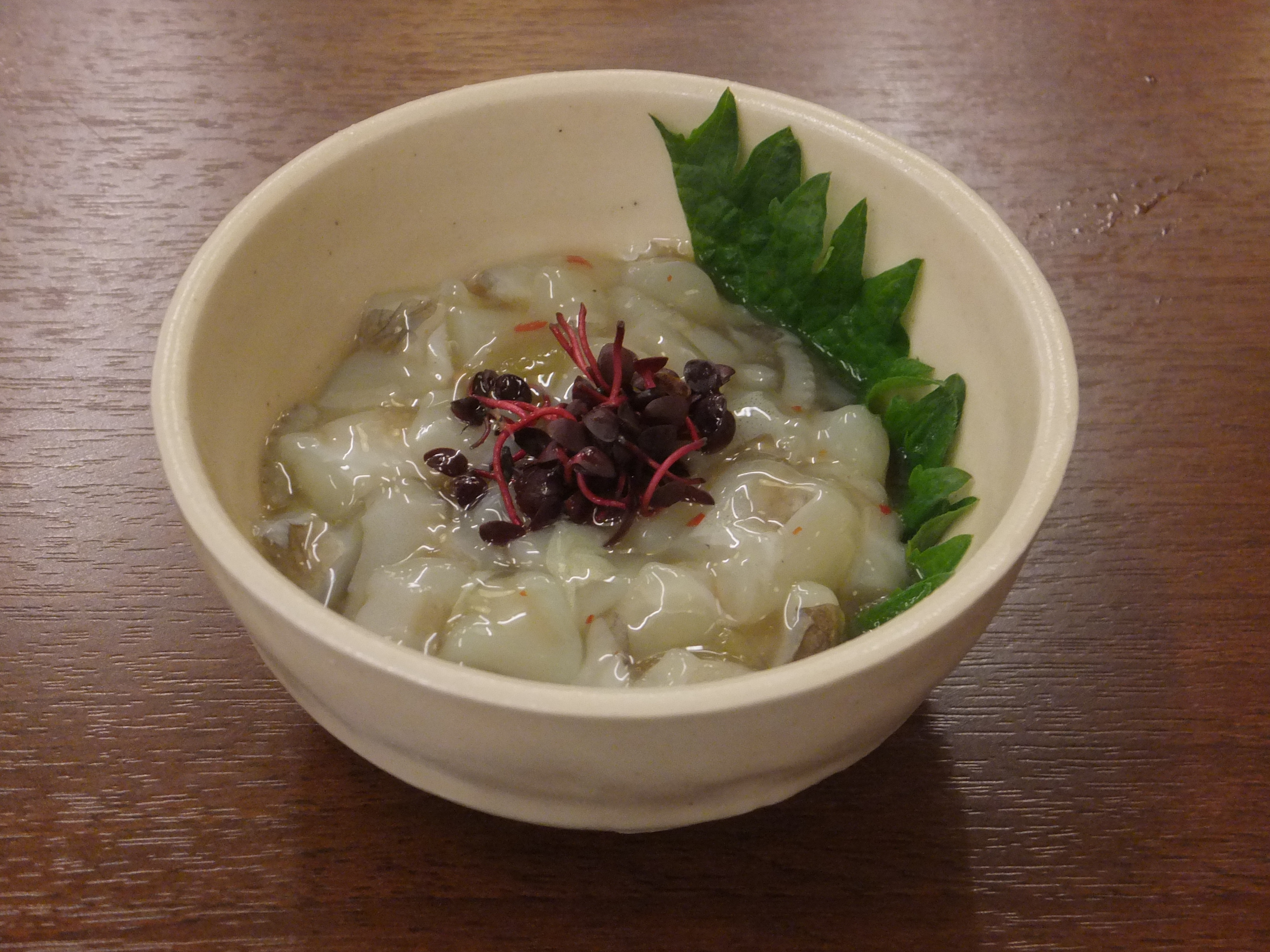
たこわさび

たこわさびは、タコを用いた日本の食品（海産物加工品）の一つである。イイダコなどのタコを生のまま、ワサビ、酒、塩麹、調味料などとともに和えて塩辛にしたもの。略して「たこわさ」ともいう。

## 概要

### 特徴
歯応えあるタコの食感に加え、ワサビの辛味と豊かな風味の調和が特徴で、酒の肴として最適とされ、枝豆と並ぶ居酒屋の定番メニューともいわれる。解凍してすぐ食べられる冷凍食品もあるため、居酒屋のお通しとしても愛用されている。栄養面ではタンパク質が豊富で低カロリーであり、肝臓の働きを活発にし胃を保護してアルコールの吸収を穏やかにするとして、酒の肴に適しているとの意見もある。

### 商品開発
三重県三重郡菰野町に本社を置く食品メーカーのあづまフーズ株式会社が「たこわさび」として商品化したものが最初である。そのため同社では「元祖たこわさび」と称している。
あづまフーズでは「イカの塩辛は昔からあるのに、なぜタコの塩辛はないのか?」という動機から、タコの内臓（ワタ）を使用せず食べやすく塩辛に仕上げた商品「たこ生造り」を開発し販売していた。この商品が売れたことから、三重県四日市市の同社工場では、タコを使用したさらなる新商品の開発を試みていた。1992年（平成4年）の初夏、同社の営業部長（当時）が「たこ生造り」をボウルに入れ、偶然目に留まった茎ワサビと混ぜてみた。当初、色合いなどに難色が示されていたが社員らで試食したところ美味であったため商品化することとし、「たこわさび」の商品名で市販される運びとなったものである。

### 普及

#### 日本国内
そして1992年の新商品展示会で、外食チェーンストアを運営するモンテローザの大神輝博社長の目に留まり、翌1993年（平成5年）にモンテローザ運営の居酒屋「白木屋」で正式メニューとして採用された。さらに1990年代の居酒屋ブームに乗って日本全国の居酒屋に広まることとなった。
2000年（平成12年）の居酒屋人気メニューのアンケートで第1位、2012年（平成24年）の情報番組『ZIP!』（日本テレビ）での「女子が好きな“オジサン系おつまみ”ランキング」でも第1位を獲得。同年にバラエティ番組『もしものシミュレーションバラエティー お試しかっ!』（テレビ朝日）で紹介された白木屋の人気メニューベスト10では第3位、2015年（平成27年）のgooランキング「日本酒にぴったりな『つまみ』ランキング」では第2位に選ばれている。

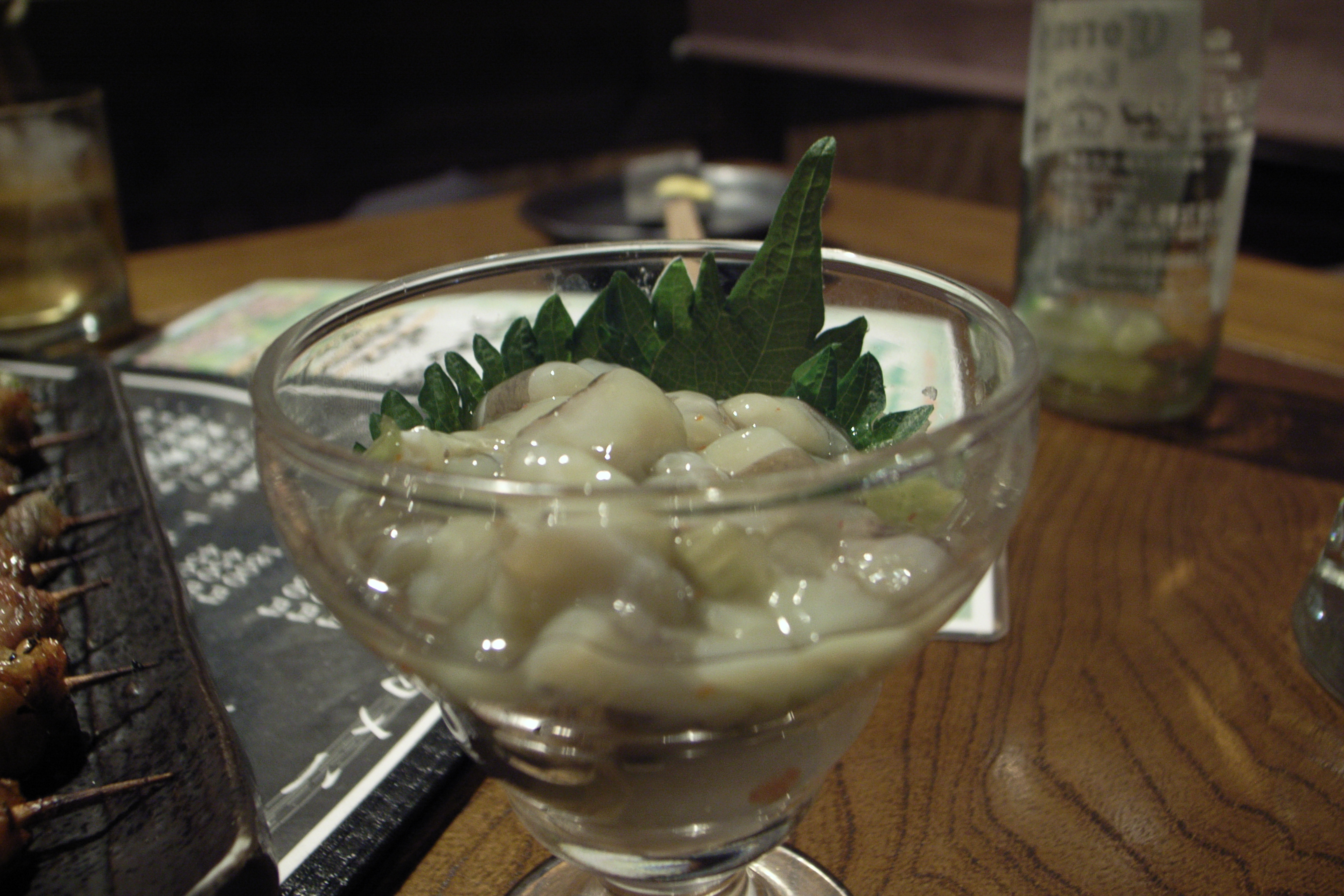
居酒屋でつまみとして提供されるたこわさび
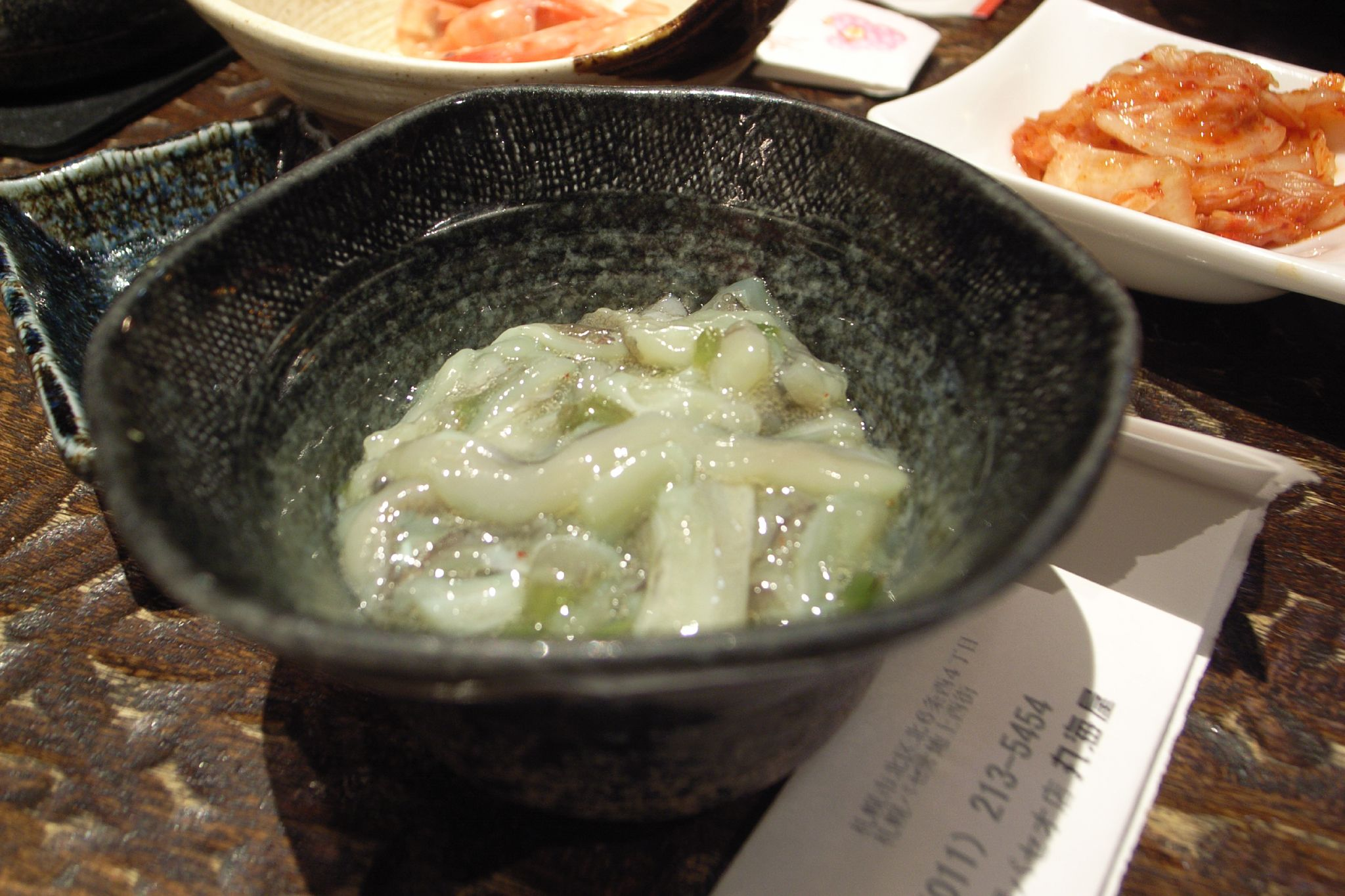
飲食店のたこわさび（パセオにて）

#### 日本国外
日本国外でもアジアをはじめとする海外市場に定着しており、アメリカでの居酒屋やラーメンなどの日本食ブームに伴い、日本食レストランのメニューにも加わり始めている。アメリカ人にとっては不思議な食べ物ながら、一度食べると「病みつきになる」との声もある。
日本のたこわさびと違う点としては、あづまフーズでは生魚の苦手な人々の多い北アメリカ向けに、生ダコではなく茹でダコを使用したたこわさびも開発・販売している。また欧米の食文化を考慮した食べ方も考案され、カナダのバンクーバーにある日本食レストランでは、たこわさびの小鉢に海苔を添え、たこわさびを海苔で包むことでナチョスのようなスナック感覚で食べられるよう工夫することで好評を博し、この食べ方は他店にも普及して人気を呼んでいる。

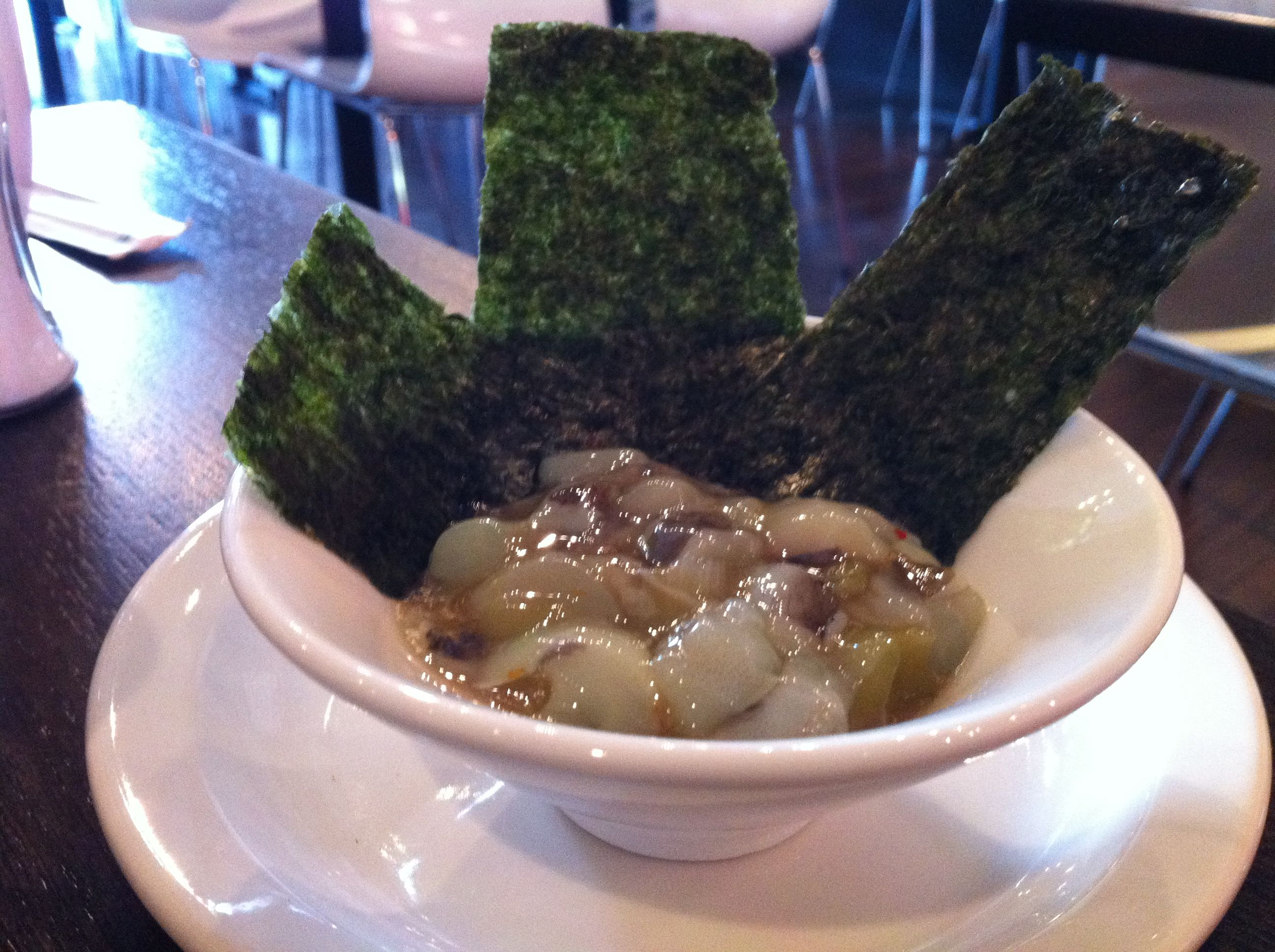
たこわさびに海苔を添えたもの（カンザスシティにて）
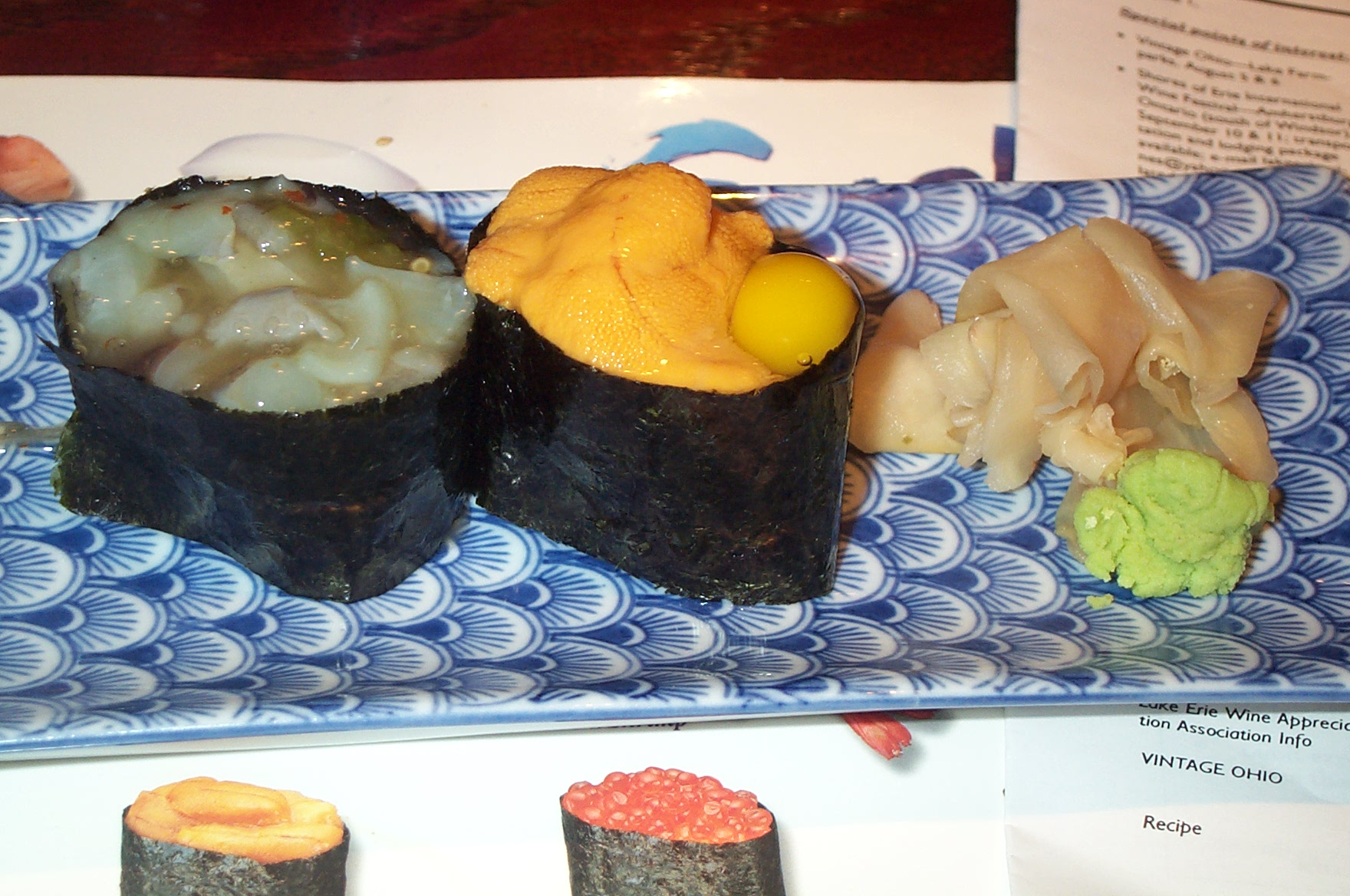
軍艦巻の寿司ネタとしてウニと共に使用されるたこわさび

## 商品開発について
テレビ朝日のバラエティ番組『シルシルミシルさんデー』や、海外タブロイド紙の『日刊サン』が「たこわさび」を取り上げた際に、「あづまフーズで失敗をした社員への『罰ゲーム』として作られた」「それが意外にも美味であったため商品化された」と報道した。これを受けて「罰ゲーム」という噂がまとめサイトなどで面白おかしく拡散されたものが、エキサイトなどのポータルサイトにも転載されることで広まっていった。
さらに「発祥は罰ゲーム」と報じたバラエティ番組やタブロイド紙を出典として、ウィキペディア日本語版（以下「Wikipedia」）の「たこわさび」の記事にも「失敗をした社員への罰ゲームとして作られた」と記述されていた。そしてそのWikipediaの記述を元にしたツイートが2021年（令和3年）12月16日にTwitterで投稿され、多数リツイートされて「バズる」状態となり、広く拡散される事態となった。
このため、オンラインメディアの『ハフポスト』があづまフーズに対して取材を行い、翌12月17日に「『たこわさは罰ゲームから生まれた』と情報拡散、本当なのか？ 製造会社に聞いてみた」と題した記事を掲載した。あづまフーズはハフポストの取材に対し「罰ゲームではない。遊び心で混ぜてみたのは事実だが、その部分が誇張されたのかもしれない」と回答し、「罰ゲーム」という点についてはマスメディアによる脚色であるとして明確に否定した。
また、あづまフーズ公式note「元祖たこわさび」では、当該ツイートに先立ち同年9月14日に「誕生から30年、今明かされるたこわさ誕生秘話」として、同社でたこわさびが商品化されるまでの経緯を詳細に伝えている。